# Sweetie
「Sweetie」（スウィーティー）は、折笠富美子の2枚目のシングル。2006年5月24日にジェネオンエンタテインメントから発売された。

## 概要
表題曲は、テレビ東京系アニメ「アニマル横町」の後期エンディングテーマとして使用された。 

## 収録曲
（全作詞：折笠富美子、作曲・編曲：上野洋子）
1. Sweetie [4:22]
2. 数多駆けゆくその星の話 [4:21]
3. Sweetie（Instrumental）
4. 数多駆けゆくその星の話（Instrumental）

## 収録アルバム
| 曲名    | アルバム         | 発売日         | 備考                  |
| ------- | ---------------- | -------------- | --------------------- |
| Sweetie | 『うららかeasy』 | 2007年12月21日 | 3rdオリジナルアルバム |